# Juan Ruiz de Alarcón
Juan Ruiz de Alarcón y Mendoza  (Taxco, 1581 — Madrid, 4 de agosto de 1639) foi um dramaturgo mexicano.

## Biografia
Nasceu de pais espanhóis aristocráticos na Cidade do México, Ruiz de Alarcon foi para a Espanha aos vinte para estudar Direito e teologia na Universidade de Salamanca.
Está enterrado na Igreja de São Sebastião (Madrid), junto de Lope de Vega.